# Fiatal Baloldal

A Fiatal Baloldal zászlaja

A Fiatal Baloldal (FIB) a Magyar Szocialista Párt ifjúsági szervezete volt, melyet 1999-ben alakítottak a Baloldali Ifjúsági Társulás tagjai. Alapító elnöke Tóbiás József országgyűlési képviselő volt. A szervezet 2008 májusában szűnt meg, jogutód nélkül. Szerepét és tevékenységét a FIB utolsó közgyűlésén a jelenlévők által alakított Societas - Új mozgalom vette át.

## Története
2002-ben, hosszas rivalizálás lezárásaként egyesült az Arató Gergely vezette Ifjú Szocialisták Mozgalmával, majd Ujhelyi István vezetésével Fiatal Baloldal – Ifjú Szocialisták néven működött tovább. 2004 végén a kazincbarcikai Szitka Péter, majd 2005 őszén Komássy Ákos lett az elnök. A 2006. évi választási kampányt ugyan nagy sikerrel zárták, de Komássy Ákos lemondását követően újra elnökváltás következett, dr. Varga László országgyűlési képviselő vette át a mozgalom irányítását.
A Zuschlag-ügy miatt a szervezet népszerűsége nagyon visszaesett, így a FIB 2008. május 17-én tartott kongresszusa feloszlatta önmagát, jogutód nélkül. Bár igaz ugyanezen a kongresszuson létrehozták egy új ifjúsági szervezetet Societás Új Mozgalom néven, amelynek céljai és alapító okirata is szinte teljesen megegyezik a megszűnt FIB dokumentumaival. Alapító elnöke a megszűnt FIB utolsó elnöke, dr. Varga László lett.

## Tevékenységei
Célja a gyermek és ifjúsági korosztály képviselete, demokratikus folyamatokban való részvételének támogatása volt. Ennek érdekében konferenciákat, képzéseket, táborokat, szabadidős programokat, közösségi élményt nyújtó és közösségfejlesztő tevékenységeket szervezett, az emberi jogok tiszteletben tartása, a demokrácia, a részvétel, a tolerancia, az esélyegyenlőség és a szolidaritás értékeivel a középpontban. A szervezet országszerte mintegy 270 településen rendelkezett tagszervezetekkel, a helyi szintű szervezetépítés folyamatos volt a megszűnésig. A Fiatal Baloldal szerves része volt a világ és Európa szociáldemokrata ifjúsági szervezeti közösségének, elismert nemzetközi kapcsolatrendszert működtetett a szervezet, teljes jogú tagja volt a Szocialista Ifjúsági Internacionálénak (IUSY), valamint az Európai Szocialisták Pártja (PES) ifjúsági szervezetének (ECOSY), továbbá mindkét nemzetközi szervezetnek alelnököt is adott Ujhelyi István és Komássy Ákos személyében.

## Külső hivatkozások
- Fiatal Baloldal